# Viodos (Pyrénées-Atlantiques)
Pour les articles homonymes, voir Viodos.
Viodos est une ancienne commune française du département des Pyrénées-Atlantiques. En 1842, la commune fusionne avec Abense-de-Bas pour former la nouvelle commune de Viodos-Abense-de-Bas.

## Géographie

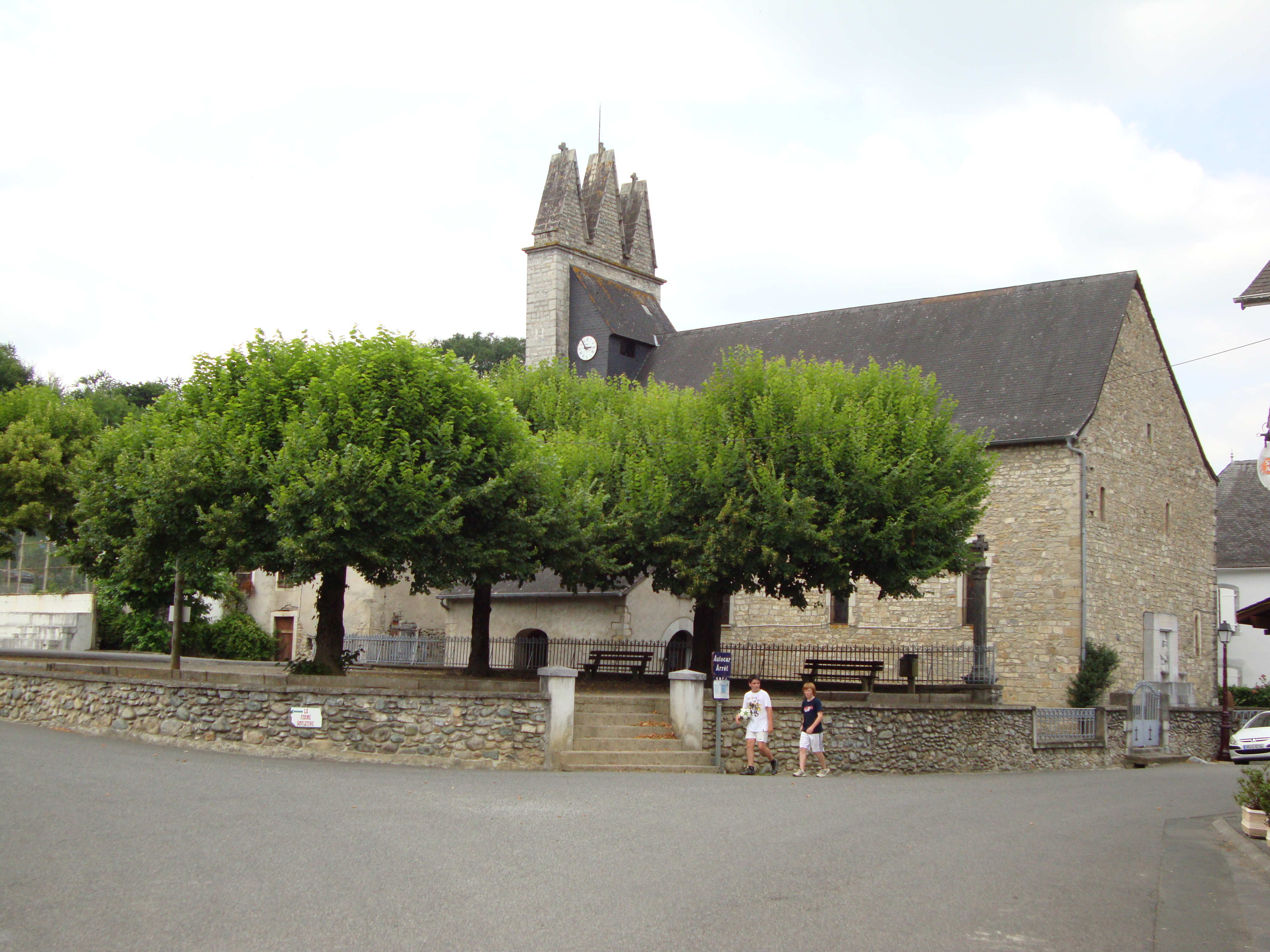
Viodos, place du village

Viodos fait partie de la Soule.

## Toponymie
Son nom basque est Bildoze.
Le toponyme Viodos apparaît sous la forme 
Biodos (1496, contrats d'Ohix).

## Histoire
Jacques de Béla, chroniqueur du XVIIe siècle, indique que « c'est au village de Viodos que de tout jamais en ça les habitants de Soule ont mis et tiennent les escrits de leurs privilèges, qui y sont serrés en l'église, dans un endroit de la muraille à ce destiné et qui se ferme à sept clefs, qui sont gardées par les sept dégans du païs, chascun en ayant une ».

## Démographie
| 1793 | 1800 | 1806 | 1821 | 1831 | 1836 |
| ---- | ---- | ---- | ---- | ---- | ---- |
| 422  | 408  | 443  | 377  | 442  | 482  |

## Pour approfondir